# Quinta dos Bonecos

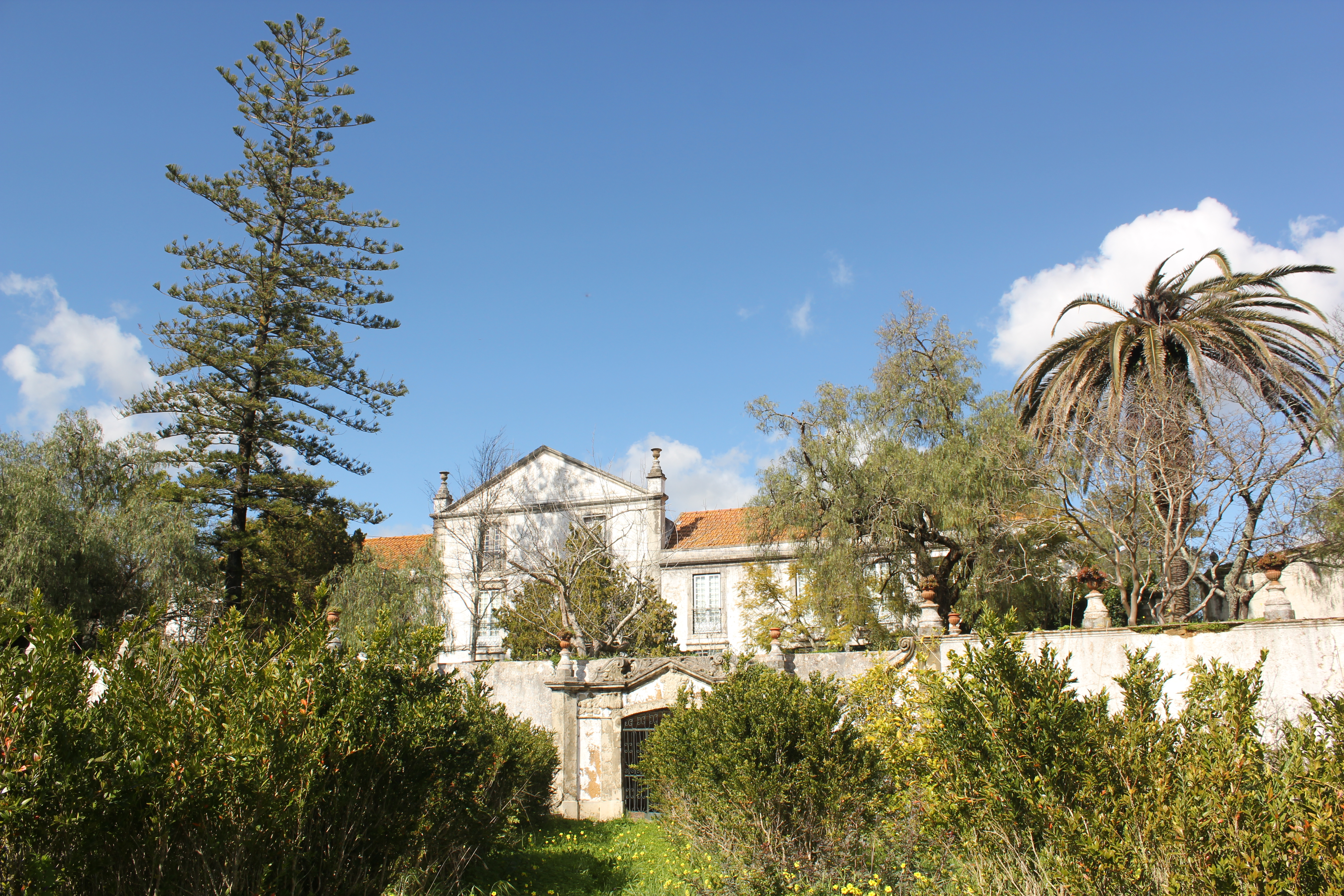
Fachada da casa principal com vista da gruta.

A Quinta dos Bonecos é uma quinta situada na Estradas das Machadas, no concelho de Setúbal.
A Quinta dos Bonecos foi construída na primeira metade do séc. XIX (por volta de 1815) por Carlos O’Neill (1760 - 1835), católico irlandês pertencente a um dos clãs mais importantes da Irlanda do Norte.

## História
A quinta foi mandada construir,  no início do Séc. XIX, por Carlos O'neill (1760 - 1835), o qual era o chefe titular de um ramo do clã Clanaboy da dinastia O'neill. Carlos O'neill era o filho varão do anterior titular João O'Neill (? - 1788), o qual havia procurado refúgio em Portugal na sequência das lutas político-religiosas com os protestantes ingleses ocorridas no séc. XVIII e que terminaram com a ocupação da Irlanda do Norte pela Inglaterra.
Carlos O'Neill era comerciante, e um professo cavaleiro da Ordem de Cristo.

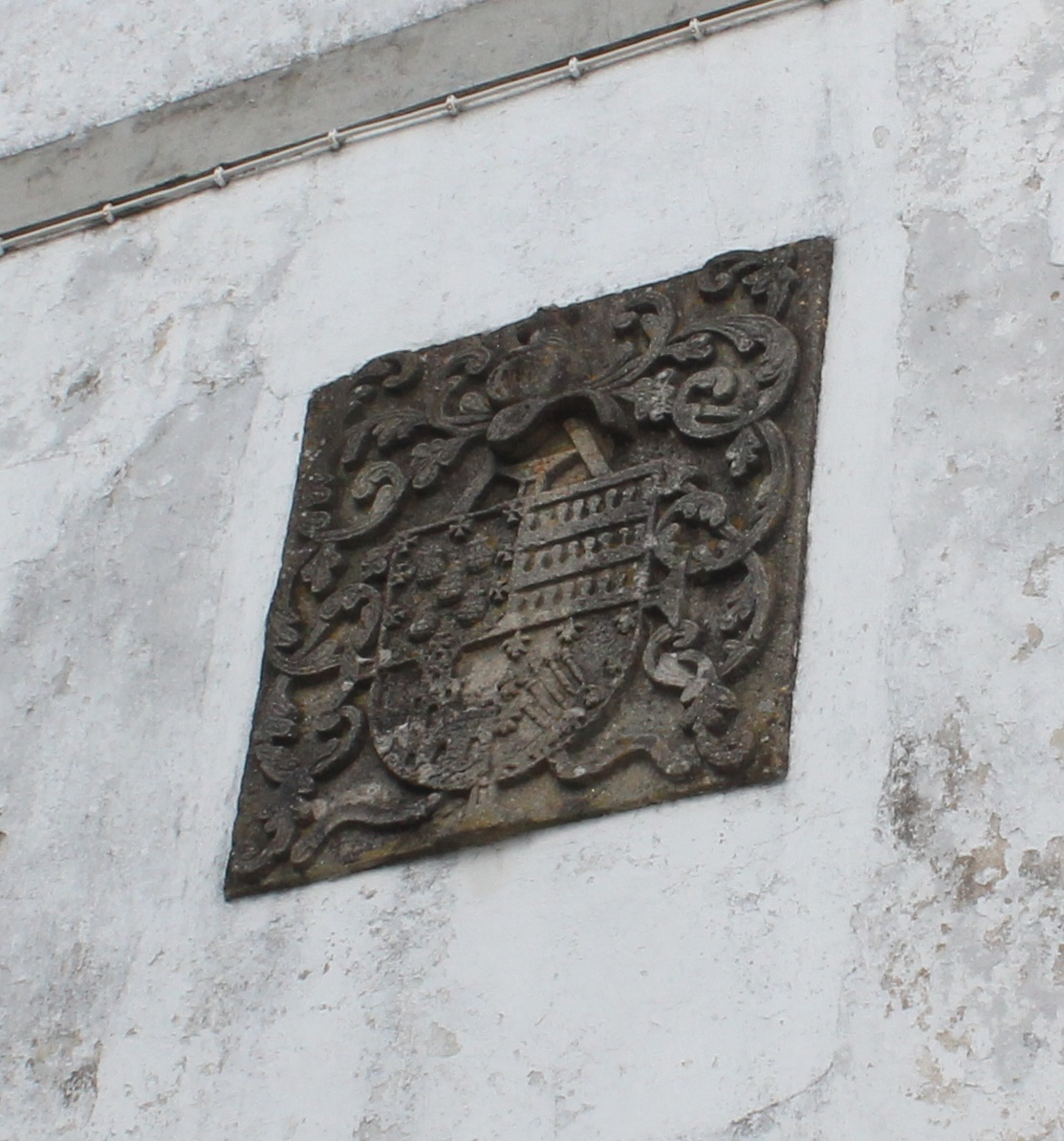
Pedra de Armas da família Mendes de Almeida Cabral de Sacadura

A primeira referência à Quinta dos Bonecos na conservatória do registo predial data de 24 de Abril de 1906 a favor de Carlos Thomas O’Neill (1846 - ?), por óbito de sua mãe D. Adelaide Carolina Custance (1821 - 1906), sendo que em 26 de Maio de 1912 é arrematada, em hasta pública, a favor de José Alves Cabral de Sacadura. Vem a ser herdada pela sua filha Maria do Carmo Mendes de Almeida Cabral de Sacadura Mexia de Almeida, vindo a ser posteriormente herdada pelos seus seis filhos, permanecendo dessa forma por mais de 100 anos na posse da família Mendes de Almeida Cabral de Sacadura. Na fachada da casa encontra-se uma Pedra de Armas, com origem em Celorico da Beira.
Pertence actualmente à família Brardo Rodrigues e Modesto.
Um dos aspectos históricos mais relevantes da Quinta dos Bonecos é o facto de nela ter vivido pelo espaço de um mês, a convite de Carlos O’Neill, o muito célebre escritor dinamarquês Hans Christian Andersen, aquando da sua visita a Portugal em 1866 . Este refere, no seu livro <<Visita a Portugal>> que são os muitos bustos, estatuetas e vasos que deram o nome à quinta e salienta a paz e tranquilidade que aí se vive .

## A visita de Hans-Christian Andersen
Durante a sua visita a Portugal em 1866, o escritor dinamarquês Hans-Christian Andersen passou um mês de férias em Setúbal, a convite de Jorge Torlades O'Neill (1817 - 1890). Assim, de 8 de junho a 9 de julho instalou-se na acolhedora Quinta dos Bonecos. Que era então à época propriedade de Carlos Torlades O'Neill e seus irmãos, Jorge Torlades O'Neill e José Carlos O'Neill. Já em Setúbal, a carruagem de Carlos (Torlades) O'Neill esperava o convidado na recém inaugurada estação da cidade.
Andersen ficou hospedado na Quinta dos Bonecos, a partir de onde costumava passear até vários pontos da cidade e da região. O jardim do convento de Brancanes, à época semi-abandonado, o castelo de Palmela, um convento abandonado numa das colinas cercanias de Palmela (convento de S. Paulo?), a serra de S. Luís, as festas de S. António com as típicas fogueiras no meio das ruas, uma tourada no dia de S.Pedro, a igreja de Jesus e um passeio de barco pela costa da Arrábida uma visita às ruínas de Tróia, que Andersen chama de 'a Pompeia portuguesa'.
De realçar que Hans-Christian Andersen menciona o consulado dinamarquês em Setúbal em frente ao velho forte (o baluarte da Conceição, ou comumente conhecido como Quartel de Infantaria 11). Os O'Neill, à época, segundo Andersen, seriam cônsules honorários da Liga Hanseática.

## Características principais
Localizada num terreno muito dobrado, que apresenta desníveis bruscos e muito acentuados, sobranceira à estrada nacional N10 na sua saída para Azeitão, diante do Convento de Brancanes, desfruta de boa vista sobre Setúbal e os seus arredores no lado Norte.
O corpo do edifício principal defende, no Inverno, o jardim fronteiro dos ventos frios do Norte, e de Verão das fortes nortadas do litoral atlântico, contribuindo para criar um microclima muito agradável.
Segundo os autores de <<Quintas de Setúbal>> a casa dos Bonecos constitui <<(...) a residência de quinta do séc. XIX mais sumptuosa da região...>> tendo a sua construção seguido o padrão da Quinta da Saboaria situada no extremo poente da Av. Luísa Todi pelo que as suas fachadas são muito semelhantes. Ambas foram, aliás, mandadas construir por Carlos O´Neill.
Seguindo ainda a descrição dos mesmos autores <<(...) Um corpo central, de frontão triangular, mais elevado que o restante imóvel, comporta-se como eixo de simetria a partir do qual se desenvolvem dois longos corpos laterais com dois pisos cada. Embora de ritmo uniforme, a fenestração anima a fachada, acentuando o alongamento e monumentalidade. A imponência deste edifício é servida por um jardim organizado em patamares, romântico, ensombreado, com dupla escadaria de pedra e onde não falta uma <<gruta>> revestida pela técnica do embrechado…>>. Gruta essa que seria usada para a realização de rituais de iniciação, ou receção à ordem de cristo.